# Myrteta ocernaria
Myrteta ocernaria là một loài bướm đêm trong họ Geometridae.